# Вудсток (Охајо)
Вудсток (енгл. Woodstock) град је у америчкој савезној држави Охајо.

## Демографија
По попису из 2010. године број становника је 305, што је 12 (-3,8%) становника мање него 2000. године.
| Група             | 2000.       | 2010.       |
| Белци             | 311 (98,1%) | 298 (97,7%) |
| Афроамериканци    | 0 (0,0%)    | 0 (0,0%)    |
| Азијати           | 0 (0,0%)    | 0 (0,0%)    |
| Хиспаноамериканци | 0 (0,0%)    | 2 (0,7%)    |
| Укупно            | 317         | 305         |